# I liga urugwajska w piłce nożnej (2011/2012)
Mistrzem Urugwaju w sezonie 2011/12 został mistrz turnieju Apertura, klub Club Nacional de Football, natomiast wicemistrzem został mistrz turnieju Clausura - Defensor Sporting. O tym, które kluby będą reprezentować futbol urugwajski w międzynarodowych pucharach zadecydowała tabela sumaryczna.
- do Copa Libertadores w roku 2013 zakwalifikowały się trzy kluby: Club Nacional de Football (mistrz Urugwaju), Defensor Sporting (wicemistrz Urugwaju) i CA Peñarol (drugi w tabeli sumarycznej).
- do Copa Sudamericana w roku 2012 zakwalifikowały się cztery kluby: Club Nacional de Football (mistrz Urugwaju), Cerro Largo Melo (4 w tabeli sumarycznej), Liverpool Montevideo (5 w tabeli sumarycznej) i Danubio FC (6 w tabeli sumarycznej).

Z ligi spadły następujące kluby: Rampla Juniors, Cerrito Montevideo i Rentistas Montevideo z powodu najgorszej średniej z sezonów 2010/11 i 2011/12. Na ich miejsce awansowały trzy najlepsze kluby drugoligowe: Central Español Montevideo (mistrz drugiej ligi), Juventud Las Piedras (wicemistrz drugiej ligi) i Progreso Montevideo (trzecie miejsce).

## Torneo Apertura 2011/12

### Apertura 1
| Data             | Mecz                                                   |
| ---------------- | ------------------------------------------------------ |
| 13 sierpnia 2011 | Defensor Sporting – Rampla Juniors 2:0                 |
| 13 sierpnia 2011 | Racing Montevideo – Liverpool Montevideo 1:1           |
| 14 sierpnia 2011 | Danubio FC – Montevideo Wanderers 1:0                  |
| 14 sierpnia 2011 | Cerro Largo Melo – Rentistas Montevideo 1:0            |
| 14 sierpnia 2011 | El Tanque Sisley Montevideo – Fénix Montevideo 0:2     |
| 14 sierpnia 2011 | River Plate Montevideo – Club Nacional de Football 3:3 |
| 14 sierpnia 2011 | CA Cerro – Cerrito Montevideo 3:1                      |
| 25 sierpnia 2011 | CA Bella Vista – CA Peñarol 0:3                        |

### Apertura 2
| Data             | Mecz                                              |
| ---------------- | ------------------------------------------------- |
| 20 sierpnia 2011 | Montevideo Wanderers – Cerro Largo Melo 3:2       |
| 20 sierpnia 2011 | Club Nacional de Football – Defensor Sporting 2:2 |
| 21 sierpnia 2011 | Rampla Juniors – CA Cerro 0:1                     |
| 21 sierpnia 2011 | Fénix Montevideo – CA Bella Vista 2:1             |
| 21 sierpnia 2011 | Liverpool Montevideo – River Plate Montevideo 1:2 |
| 21 sierpnia 2011 | Cerrito Montevideo – Racing Montevideo 0:0        |
| 21 sierpnia 2011 | Rentistas Montevideo – Danubio FC 0:1             |
| 21 sierpnia 2011 | CA Peñarol – El Tanque Sisley Montevideo 2:0      |

### Apertura 3
| Data             | Mecz                                                   |
| ---------------- | ------------------------------------------------------ |
| 27 sierpnia 2011 | River Plate Montevideo – Rentistas Montevideo 2:0      |
| 27 sierpnia 2011 | El Tanque Sisley Montevideo – Liverpool Montevideo 0:1 |
| 27 sierpnia 2011 | CA Cerro – Club Nacional de Football 0:0               |
| 28 sierpnia 2011 | Racing Montevideo – Rampla Juniors 1:3                 |
| 28 sierpnia 2011 | Cerro Largo Melo – CA Peñarol 0:0                      |
| 28 sierpnia 2011 | Danubio FC – Fénix Montevideo 4:0                      |
| 28 sierpnia 2011 | Defensor Sporting – Cerrito Montevideo 1:1             |
| 28 sierpnia 2011 | Montevideo Wanderers – CA Bella Vista 4:0              |

### Apertura 4
| Data            | Mecz                                                 |
| --------------- | ---------------------------------------------------- |
| 3 września 2011 | CA Peñarol – Defensor Sporting 1:0                   |
| 3 września 2011 | Fénix Montevideo – Cerro Largo Melo 1:1              |
| 3 września 2011 | Cerrito Montevideo – El Tanque Sisley Montevideo 0:1 |
| 4 września 2011 | Rentistas Montevideo – CA Cerro 1:0                  |
| 4 września 2011 | Montevideo Wanderers – River Plate Montevideo 0:3    |
| 4 września 2011 | Rampla Juniors – Danubio FC 0:0                      |
| 4 września 2011 | Club Nacional de Football – Racing Montevideo 3:2    |
| 4 września 2011 | Liverpool Montevideo – CA Bella Vista 2:0            |

### Apertura 5
| Data             | Mecz                                                   |
| ---------------- | ------------------------------------------------------ |
| 10 września 2011 | El Tanque Sisley Montevideo – Rentistas Montevideo 2:0 |
| 10 września 2011 | CA Cerro – Montevideo Wanderers 1:0                    |
| 10 września 2011 | Danubio FC – Club Nacional de Football 1:1             |
| 11 września 2011 | CA Bella Vista – Cerrito Montevideo 0:1                |
| 11 września 2011 | River Plate Montevideo – Rampla Juniors 2:1            |
| 11 września 2011 | Racing Montevideo – CA Peñarol 2:2                     |
| 11 września 2011 | Cerro Largo Melo – Liverpool Montevideo 1:0            |
| 11 września 2011 | Defensor Sporting – Fénix Montevideo 0:1               |

### Apertura 6
| Data             | Mecz                                             |
| ---------------- | ------------------------------------------------ |
| 17 września 2011 | Fénix Montevideo – CA Cerro 0:3                  |
| 17 września 2011 | Rampla Juniors – El Tanque Sisley Montevideo 2:1 |
| 17 września 2011 | CA Peñarol – Danubio FC 2:1                      |
| 18 września 2011 | Cerrito Montevideo – River Plate Montevideo 0:0  |
| 18 września 2011 | Liverpool Montevideo – Defensor Sporting 2:3     |
| 18 września 2011 | Rentistas Montevideo – CA Bella Vista 2:1        |
| 18 września 2011 | Racing Montevideo – Montevideo Wanderers 3:2     |
| 18 września 2011 | Club Nacional de Football – Cerro Largo Melo 4:0 |

### Apertura 7
| Data             | Mecz                                                   |
| ---------------- | ------------------------------------------------------ |
| 24 września 2011 | Defensor Sporting – Rentistas Montevideo 1:0           |
| 24 września 2011 | River Plate Montevideo – CA Peñarol 0:4                |
| 24 września 2011 | El Tanque Sisley Montevideo – Montevideo Wanderers 3:2 |
| 25 września 2011 | Racing Montevideo – Fénix Montevideo 0:0               |
| 25 września 2011 | Cerro Largo Melo – Rampla Juniors 3:2                  |
| 25 września 2011 | Danubio FC – Cerrito Montevideo 1:0                    |
| 25 września 2011 | CA Bella Vista – Club Nacional de Football 1:0         |
| 25 września 2011 | CA Cerro – Liverpool Montevideo 2:1                    |

### Apertura 8
| Data                | Mecz                                               |
| ------------------- | -------------------------------------------------- |
| 1 października 2011 | Fénix Montevideo – Montevideo Wanderers 3:3        |
| 1 października 2011 | Liverpool Montevideo – Rampla Juniors 0:1          |
| 1 października 2011 | Cerrito Montevideo – Club Nacional de Football 0:3 |
| 2 października 2011 | El Tanque Sisley Montevideo – Danubio FC 1:1       |
| 2 października 2011 | Racing Montevideo – Defensor Sporting 0:3          |
| 2 października 2011 | CA Cerro – River Plate Montevideo 2:0              |
| 2 października 2011 | Cerro Largo Melo – CA Bella Vista 1:0              |
| 2 października 2011 | Rentistas Montevideo – CA Peñarol 0:3              |

### Apertura 9
| Data                | Mecz                                                 |
| ------------------- | ---------------------------------------------------- |
| 8 października 2011 | CA Bella Vista – El Tanque Sisley Montevideo 1:2     |
| 8 października 2011 | CA Peñarol – Fénix Montevideo 2:1                    |
| 9 października 2011 | River Plate Montevideo – Cerro Largo Melo 2:1        |
| 9 października 2011 | Danubio FC – Racing Montevideo 1:1                   |
| 9 października 2011 | Montevideo Wanderers – Liverpool Montevideo 0:1      |
| 9 października 2011 | Rampla Juniors – Cerrito Montevideo 1:3              |
| 9 października 2011 | Club Nacional de Football – Rentistas Montevideo 3:0 |
| 9 października 2011 | Defensor Sporting – CA Cerro 2:3                     |

### Apertura 10
| Data                 | Mecz                                                        |
| -------------------- | ----------------------------------------------------------- |
| 15 października 2011 | Club Nacional de Football – El Tanque Sisley Montevideo 3:0 |
| 15 października 2011 | CA Cerro – CA Peñarol 0:0                                   |
| 15 października 2011 | Fénix Montevideo – River Plate Montevideo 1:2               |
| 15 października 2011 | Liverpool Montevideo – Danubio FC 1:2                       |
| 16 października 2011 | Rampla Juniors – CA Bella Vista 0:1                         |
| 16 października 2011 | Rentistas Montevideo – Racing Montevideo 1:1                |
| 16 października 2011 | Cerrito Montevideo – Cerro Largo Melo 0:0                   |
| 8 listopada 2011     | Montevideo Wanderers – Defensor Sporting 0:2                |

### Apertura 11
| Data             | Mecz                                                |
| ---------------- | --------------------------------------------------- |
| 4 listopada 2011 | Defensor Sporting – Danubio FC 0:1                  |
| 5 listopada 2011 | Racing Montevideo – El Tanque Sisley Montevideo 3:0 |
| 5 listopada 2011 | Liverpool Montevideo – CA Peñarol 3:0               |
| 5 listopada 2011 | CA Cerro – Cerro Largo Melo 0:1                     |
| 6 listopada 2011 | River Plate Montevideo – CA Bella Vista 1:2         |
| 6 listopada 2011 | Cerrito Montevideo – Rentistas Montevideo 1:0       |
| 6 listopada 2011 | Club Nacional de Football – Fénix Montevideo 0:0    |
| 6 listopada 2011 | Montevideo Wanderers – Rampla Juniors 2:0           |

### Apertura 12
| Data              | Mecz                                            |
| ----------------- | ----------------------------------------------- |
| 12 listopada 2011 | Fénix Montevideo – Cerrito Montevideo 3:1       |
| 12 listopada 2011 | Danubio FC – River Plate Montevideo 0:0         |
| 12 listopada 2011 | Rampla Juniors – Club Nacional de Football 0:2  |
| 13 listopada 2011 | El Tanque Sisley Montevideo – CA Cerro 2:0      |
| 13 listopada 2011 | Rentistas Montevideo – Liverpool Montevideo 3:0 |
| 13 listopada 2011 | CA Peñarol – Montevideo Wanderers 1:2           |
| 13 listopada 2011 | Cerro Largo Melo – Defensor Sporting 0:3        |
| 13 listopada 2011 | CA Bella Vista – Racing Montevideo 0:1          |

### Apertura 13
| Data              | Mecz                                                     |
| ----------------- | -------------------------------------------------------- |
| 19 listopada 2011 | Defensor Sporting – CA Bella Vista 2:1                   |
| 19 listopada 2011 | El Tanque Sisley Montevideo – River Plate Montevideo 1:1 |
| 19 listopada 2011 | Danubio FC – CA Cerro 1:0                                |
| 19 listopada 2011 | Racing Montevideo – Cerro Largo Melo 1:3                 |
| 19 listopada 2011 | Montevideo Wanderers – Cerrito Montevideo 3:1            |
| 20 listopada 2011 | Fénix Montevideo – Liverpool Montevideo 1:2              |
| 20 listopada 2011 | Club Nacional de Football – CA Peñarol 2:1               |
| 20 listopada 2011 | Rampla Juniors – Rentistas Montevideo 4:0                |

### Apertura 14
| Data              | Mecz                                                 |
| ----------------- | ---------------------------------------------------- |
| 26 listopada 2011 | Cerrito Montevideo – Liverpool Montevideo 1:2        |
| 26 listopada 2011 | River Plate Montevideo – Racing Montevideo 2:1       |
| 26 listopada 2011 | CA Peñarol – Rampla Juniors 4:1                      |
| 27 listopada 2011 | El Tanque Sisley Montevideo – Defensor Sporting 2:2  |
| 27 listopada 2011 | Cerro Largo Melo – Danubio FC 1:0                    |
| 27 listopada 2011 | CA Bella Vista – CA Cerro 0:0                        |
| 27 listopada 2011 | Montevideo Wanderers – Club Nacional de Football 1:3 |
| 27 listopada 2011 | Rentistas Montevideo – Fénix Montevideo 2:0          |

### Apertura 15
| Data           | Mecz                                                 |
| -------------- | ---------------------------------------------------- |
| 2 grudnia 2011 | Defensor Sporting – River Plate Montevideo 0:2       |
| 3 grudnia 2011 | Cerrito Montevideo – CA Peñarol 0:5                  |
| 3 grudnia 2011 | Cerro Largo Melo – El Tanque Sisley Montevideo 3:0   |
| 3 grudnia 2011 | Rentistas Montevideo – Montevideo Wanderers 1:1      |
| 3 grudnia 2011 | Fénix Montevideo – Rampla Juniors 0:1                |
| 4 grudnia 2011 | Danubio FC – CA Bella Vista 4:1                      |
| 4 grudnia 2011 | Liverpool Montevideo – Club Nacional de Football 0:1 |
| 4 grudnia 2011 | CA Cerro – Racing Montevideo 2:3                     |

### Tabela końcowa Apertura 2011/12
| Poz | Klub                        | Mecze | Zw | Rem | Por | Pkt | BrZd | BrStr |
| --- | --------------------------- | ----- | -- | --- | --- | --- | ---- | ----- |
| 1   | Club Nacional de Football   | 15    | 9  | 5   | 1   | 32  | 30   | 11    |
| 2   | Danubio FC                  | 15    | 8  | 5   | 2   | 31  | 19   | 8     |
| 3   | CA Peñarol                  | 15    | 9  | 3   | 3   | 30  | 30   | 12    |
| 4   | River Plate Montevideo      | 15    | 8  | 4   | 3   | 28  | 22   | 17    |
| 5   | Cerro Largo Melo            | 15    | 8  | 3   | 4   | 27  | 18   | 16    |
| 6   | Defensor Sporting           | 15    | 7  | 3   | 5   | 24  | 23   | 16    |
| 7   | CA Cerro                    | 15    | 7  | 3   | 5   | 24  | 17   | 12    |
| 8   | Liverpool Montevideo        | 15    | 6  | 1   | 8   | 19  | 17   | 18    |
| 9   | El Tanque Sisley Montevideo | 15    | 5  | 3   | 7   | 18  | 15   | 23    |
| 10  | Montevideo Wanderers        | 15    | 5  | 2   | 8   | 17  | 23   | 25    |
| 11  | Racing Montevideo           | 15    | 4  | 6   | 5   | 17  | 20   | 23    |
| 12  | Rampla Juniors              | 15    | 5  | 1   | 9   | 16  | 16   | 22    |
| 13  | Fénix Montevideo            | 15    | 4  | 4   | 7   | 16  | 15   | 22    |
| 14  | Rentistas Montevideo        | 15    | 4  | 2   | 9   | 14  | 10   | 21    |
| 15  | Cerrito Montevideo          | 15    | 3  | 4   | 8   | 13  | 10   | 23    |
| 16  | CA Bella Vista              | 15    | 3  | 1   | 11  | 10  | 9    | 25    |

## Torneo Clausura 2011/12

### Clausura 1
| Data           | Mecz                                                   |
| -------------- | ------------------------------------------------------ |
| 18 lutego 2012 | Cerrito Montevideo – CA Cerro 1:4                      |
| 18 lutego 2012 | Montevideo Wanderers – Danubio FC 1:1                  |
| 18 lutego 2012 | Rentistas Montevideo – Cerro Largo Melo 1:1            |
| 19 lutego 2012 | Fénix Montevideo – El Tanque Sisley Montevideo 0:2     |
| 19 lutego 2012 | Liverpool Montevideo – Racing Montevideo 2:1           |
| 19 lutego 2012 | Rampla Juniors – Defensor Sporting 0:2                 |
| 19 lutego 2012 | Club Nacional de Football – River Plate Montevideo 3:2 |
| 29 lutego 2012 | CA Peñarol – CA Bella Vista 4:1                        |

### Clausura 2
| Data           | Mecz                                              |
| -------------- | ------------------------------------------------- |
| 25 lutego 2012 | CA Bella Vista – Fénix Montevideo 0:0             |
| 25 lutego 2012 | River Plate Montevideo – Liverpool Montevideo 1:3 |
| 25 lutego 2012 | Cerro Largo Melo – Montevideo Wanderers 3:0       |
| 25 lutego 2012 | El Tanque Sisley Montevideo – CA Peñarol 0:2      |
| 26 lutego 2012 | Danubio FC – Rentistas Montevideo 1:1             |
| 26 lutego 2012 | CA Cerro – Rampla Juniors 0:0                     |
| 26 lutego 2012 | Racing Montevideo – Cerrito Montevideo 0:0        |
| 26 lutego 2012 | Defensor Sporting – Club Nacional de Football 2:2 |

### Clausura 3
| Data         | Mecz                                                   |
| ------------ | ------------------------------------------------------ |
| 3 marca 2012 | Fénix Montevideo – Danubio FC 1:1                      |
| 3 marca 2012 | Rampla Juniors – Racing Montevideo 4:3                 |
| 3 marca 2012 | CA Peñarol – Cerro Largo Melo 4:2                      |
| 4 marca 2012 | Cerrito Montevideo – Defensor Sporting 0:2             |
| 4 marca 2012 | Rentistas Montevideo – River Plate Montevideo 0:2      |
| 4 marca 2012 | CA Bella Vista – Montevideo Wanderers 2:2              |
| 4 marca 2012 | Liverpool Montevideo – El Tanque Sisley Montevideo 1:0 |
| 4 marca 2012 | Club Nacional de Football – CA Cerro 3:0               |

### Clausura 4
| Data            | Mecz                                                 |
| --------------- | ---------------------------------------------------- |
| 9 marca 2012    | Racing Montevideo – Club Nacional de Football 1:0    |
| 10 marca 2012   | El Tanque Sisley Montevideo – Cerrito Montevideo 3:2 |
| 10 marca 2012   | CA Cerro – Rentistas Montevideo 3:0                  |
| 11 marca 2012   | River Plate Montevideo – Montevideo Wanderers 2:2    |
| 11 marca 2012   | Danubio FC – Rampla Juniors 3:2                      |
| 11 marca 2012   | Cerro Largo Melo – Fénix Montevideo 2:0              |
| 11 marca 2012   | CA Bella Vista – Liverpool Montevideo 1:2            |
| 5 kwietnia 2012 | Defensor Sporting – CA Peñarol 0:0                   |

### Clausura 5
| Data          | Mecz                                                   |
| ------------- | ------------------------------------------------------ |
| 24 marca 2012 | CA Peñarol – Racing Montevideo 4:2                     |
| 24 marca 2012 | Club Nacional de Football – Danubio FC 3:1             |
| 24 marca 2012 | Fénix Montevideo – Defensor Sporting 0:1               |
| 24 marca 2012 | Rampla Juniors – River Plate Montevideo 2:1            |
| 25 marca 2012 | Cerrito Montevideo – CA Bella Vista 3:2                |
| 25 marca 2012 | Liverpool Montevideo – Cerro Largo Melo 2:1            |
| 25 marca 2012 | Rentistas Montevideo – El Tanque Sisley Montevideo 0:0 |
| 25 marca 2012 | Montevideo Wanderers – CA Cerro 3:1                    |

### Clausura 6
| Data            | Mecz                                             |
| --------------- | ------------------------------------------------ |
| 31 marca 2012   | Montevideo Wanderers – Racing Montevideo 3:0     |
| 31 marca 2012   | CA Cerro – Fénix Montevideo 1:1                  |
| 31 marca 2012   | Cerro Largo Melo – Club Nacional de Football 4:2 |
| 1 kwietnia 2012 | Defensor Sporting – Liverpool Montevideo 4:2     |
| 1 kwietnia 2012 | River Plate Montevideo – Cerrito Montevideo 2:2  |
| 1 kwietnia 2012 | CA Bella Vista – Rentistas Montevideo 1:0        |
| 1 kwietnia 2012 | Danubio FC – CA Peñarol 3:2                      |
| 1 kwietnia 2012 | El Tanque Sisley Montevideo – Rampla Juniors 1:3 |

### Clausura 7
| Data            | Mecz                                                   |
| --------------- | ------------------------------------------------------ |
| 7 kwietnia 2012 | Rampla Juniors – Cerro Largo Melo 0:3                  |
| 7 kwietnia 2012 | Montevideo Wanderers – El Tanque Sisley Montevideo 1:3 |
| 8 kwietnia 2012 | Liverpool Montevideo – CA Cerro 2:1                    |
| 8 kwietnia 2012 | Cerrito Montevideo – Danubio FC 1:0                    |
| 9 kwietnia 2012 | Club Nacional de Football – CA Bella Vista 3:1         |
| 2 maja 2012     | CA Peñarol – River Plate Montevideo 1:0                |
| 16 maja 2012    | Fénix Montevideo – Racing Montevideo 2:3               |
| 16 maja 2012    | Rentistas Montevideo – Defensor Sporting 0:2           |

### Clausura 8
| Data             | Mecz                                               |
| ---------------- | -------------------------------------------------- |
| 14 kwietnia 2012 | CA Bella Vista – Cerro Largo Melo 1:2              |
| 14 kwietnia 2012 | Montevideo Wanderers – Fénix Montevideo 2:1        |
| 14 kwietnia 2012 | Rampla Juniors – Liverpool Montevideo 0:2          |
| 15 kwietnia 2012 | Defensor Sporting – Racing Montevideo 5:1          |
| 15 kwietnia 2012 | Danubio FC – El Tanque Sisley Montevideo 2:1       |
| 15 kwietnia 2012 | River Plate Montevideo – CA Cerro 3:3              |
| 15 kwietnia 2012 | Club Nacional de Football – Cerrito Montevideo 6:1 |
| 10 maja 2012     | CA Peñarol – Rentistas Montevideo 4:1              |

### Clausura 9
| Data             | Mecz                                                 |
| ---------------- | ---------------------------------------------------- |
| 21 kwietnia 2012 | Racing Montevideo – Danubio FC 0:1                   |
| 21 kwietnia 2012 | Rentistas Montevideo – Club Nacional de Football 2:3 |
| 22 kwietnia 2012 | Liverpool Montevideo – Montevideo Wanderers 1:2      |
| 22 kwietnia 2012 | Cerro Largo Melo – River Plate Montevideo 0:3        |
| 22 kwietnia 2012 | CA Cerro – Defensor Sporting 2:3                     |
| 22 kwietnia 2012 | El Tanque Sisley Montevideo – CA Bella Vista 1:2     |
| 22 kwietnia 2012 | Fénix Montevideo – CA Peñarol 2:2                    |
| 16 maja 2012     | Cerrito Montevideo – Rampla Juniors 0:0              |

### Clausura 10
| Data             | Mecz                                                        |
| ---------------- | ----------------------------------------------------------- |
| 28 kwietnia 2012 | River Plate Montevideo – Fénix Montevideo 2:1               |
| 28 kwietnia 2012 | Danubio FC – Liverpool Montevideo 0:0                       |
| 28 kwietnia 2012 | CA Peñarol – CA Cerro 3:1                                   |
| 29 kwietnia 2012 | CA Bella Vista – Rampla Juniors 3:1                         |
| 29 kwietnia 2012 | Cerro Largo Melo – Cerrito Montevideo 2:0                   |
| 29 kwietnia 2012 | Racing Montevideo – Rentistas Montevideo 3:1                |
| 29 kwietnia 2012 | Defensor Sporting – Montevideo Wanderers 2:1                |
| 29 kwietnia 2012 | El Tanque Sisley Montevideo – Club Nacional de Football 0:1 |

### Clausura 11
| Data        | Mecz                                                |
| ----------- | --------------------------------------------------- |
| 5 maja 2012 | Rentistas Montevideo – Cerrito Montevideo 1:1       |
| 5 maja 2012 | El Tanque Sisley Montevideo – Racing Montevideo 3:0 |
| 5 maja 2012 | Fénix Montevideo – Club Nacional de Football 0:2    |
| 6 maja 2012 | Danubio FC – Defensor Sporting 0:1                  |
| 6 maja 2012 | CA Bella Vista – River Plate Montevideo 0:1         |
| 6 maja 2012 | Rampla Juniors – Montevideo Wanderers 1:3           |
| 6 maja 2012 | Cerro Largo Melo – Cerro 1:0                        |
| 6 maja 2012 | CA Peñarol – Liverpool Montevideo 0:1               |

### Clausura 12
| Data         | Mecz                                            |
| ------------ | ----------------------------------------------- |
| 12 maja 2012 | Cerrito Montevideo – Fénix Montevideo 1:1       |
| 12 maja 2012 | Racing Montevideo – CA Bella Vista 0:1          |
| 12 maja 2012 | Club Nacional de Football – Rampla Juniors 1:1  |
| 13 maja 2012 | Defensor Sporting – Cerro Largo Melo 2:1        |
| 13 maja 2012 | Liverpool Montevideo – Rentistas Montevideo 2:1 |
| 13 maja 2012 | CA Cerro – El Tanque Sisley Montevideo 1:0      |
| 13 maja 2012 | River Plate Montevideo – Danubio FC 1:1         |
| 13 maja 2012 | Montevideo Wanderers – CA Peñarol 1:5           |

### Clausura 13
| Data         | Mecz                                                     |
| ------------ | -------------------------------------------------------- |
| 19 maja 2012 | CA Cerro – Danubio FC 1:2                                |
| 19 maja 2012 | Liverpool Montevideo – Fénix Montevideo 5:4              |
| 19 maja 2012 | Cerrito Montevideo – Montevideo Wanderers 1:2            |
| 19 maja 2012 | River Plate Montevideo – El Tanque Sisley Montevideo 4:0 |
| 19 maja 2012 | Rentistas Montevideo – Rampla Juniors 0:3                |
| 20 maja 2012 | CA Bella Vista – Defensor Sporting 0:1                   |
| 20 maja 2012 | Cerro Largo Melo – Racing Montevideo 2:2                 |
| 20 maja 2012 | CA Peñarol – Club Nacional de Football 2:3               |

### Clausura 14
| Data         | Mecz                                                 |
| ------------ | ---------------------------------------------------- |
| 26 maja 2012 | Fénix Montevideo – Rentistas Montevideo 1:1          |
| 27 maja 2012 | Danubio FC – Cerro Largo Melo 1:1                    |
| 27 maja 2012 | Defensor Sporting – El Tanque Sisley Montevideo 3:0  |
| 27 maja 2012 | Club Nacional de Football – Montevideo Wanderers 2:0 |
| 27 maja 2012 | Liverpool Montevideo – Cerrito Montevideo 3:1        |
| 28 maja 2012 | Racing Montevideo – River Plate Montevideo 4:2       |
| 28 maja 2012 | Rampla Juniors – CA Peñarol 1:7                      |
| 28 maja 2012 | CA Cerro – CA Bella Vista 0:2                        |

### Clausura 15
| Data           | Mecz                                                 |
| -------------- | ---------------------------------------------------- |
| 1 czerwca 2012 | CA Peñarol – Cerrito Montevideo 1:0                  |
| 1 czerwca 2012 | Rampla Juniors – Fénix Montevideo 0:4                |
| 3 czerwca 2012 | CA Bella Vista – Danubio FC 2:1                      |
| 3 czerwca 2012 | Montevideo Wanderers – Rentistas Montevideo 3:0      |
| 3 czerwca 2012 | Club Nacional de Football – Liverpool Montevideo 4:3 |
| 3 czerwca 2012 | El Tanque Sisley Montevideo – Cerro Largo Melo 0:3   |
| 3 czerwca 2012 | River Plate Montevideo – Defensor Sporting 2:1       |
| 3 czerwca 2012 | Racing Montevideo – CA Cerro 1:0                     |

### Tabela Torneo Clausura 2011/12
| Poz | Klub                        | Mecze | Zw | Rem | Por | Pkt | BrZd | BrStr |
| --- | --------------------------- | ----- | -- | --- | --- | --- | ---- | ----- |
| 1   | Defensor Sporting           | 15    | 12 | 2   | 1   | 38  | 30   | 11    |
| 2   | Club Nacional de Football   | 15    | 11 | 2   | 2   | 35  | 34   | 19    |
| 3   | Liverpool Montevideo        | 15    | 11 | 1   | 3   | 34  | 31   | 21    |
| 4   | CA Peñarol                  | 15    | 10 | 2   | 3   | 32  | 41   | 18    |
| 5   | Cerro Largo Melo            | 15    | 8  | 3   | 4   | 27  | 28   | 18    |
| 6   | Montevideo Wanderers        | 15    | 7  | 3   | 5   | 24  | 26   | 27    |
| 7   | River Plate Montevideo      | 15    | 6  | 4   | 5   | 22  | 28   | 23    |
| 8   | Danubio FC                  | 15    | 5  | 6   | 4   | 21  | 18   | 18    |
| 9   | CA Bella Vista              | 15    | 6  | 2   | 7   | 20  | 19   | 21    |
| 10  | Racing Montevideo           | 15    | 5  | 2   | 8   | 17  | 21   | 29    |
| 11  | Rampla Juniors              | 15    | 4  | 3   | 8   | 15  | 18   | 33    |
| 12  | El Tanque Sisley Montevideo | 15    | 4  | 1   | 10  | 13  | 14   | 25    |
| 13  | CA Cerro                    | 15    | 3  | 3   | 9   | 12  | 18   | 25    |
| 14  | Cerrito Montevideo          | 15    | 2  | 5   | 8   | 11  | 13   | 23    |
| 15  | Fénix Montevideo            | 15    | 1  | 6   | 8   | 9   | 18   | 25    |
| 16  | Rentistas Montevideo        | 15    | 0  | 5   | 10  | 5   | 9    | 30    |

## Sumaryczna tabela sezonu 2011/2012
| Poz | Klub                        | Mecze | Zw | Rem | Por | Pkt | BrZd | BrStr |
| --- | --------------------------- | ----- | -- | --- | --- | --- | ---- | ----- |
| 1   | Club Nacional de Football   | 30    | 20 | 7   | 3   | 67  | 64   | 30    |
| 2   | CA Peñarol                  | 30    | 19 | 5   | 6   | 62  | 71   | 30    |
| 3   | Defensor Sporting           | 30    | 19 | 5   | 6   | 62  | 53   | 27    |
| 4   | Cerro Largo Melo            | 30    | 16 | 6   | 8   | 54  | 46   | 34    |
| 5   | Liverpool Montevideo        | 30    | 17 | 2   | 11  | 53  | 48   | 39    |
| 6   | Danubio FC                  | 30    | 13 | 11  | 6   | 52  | 37   | 26    |
| 7   | River Plate Montevideo      | 30    | 14 | 8   | 8   | 50  | 50   | 40    |
| 8   | Montevideo Wanderers        | 30    | 12 | 5   | 13  | 41  | 49   | 52    |
| 9   | CA Cerro                    | 30    | 10 | 6   | 14  | 36  | 35   | 37    |
| 10  | Racing Montevideo           | 30    | 9  | 8   | 13  | 34  | 41   | 52    |
| 11  | El Tanque Sisley Montevideo | 30    | 9  | 4   | 17  | 31  | 29   | 48    |
| 12  | Rampla Juniors              | 30    | 9  | 4   | 17  | 31  | 34   | 55    |
| 13  | CA Bella Vista              | 30    | 9  | 3   | 18  | 30  | 28   | 46    |
| 14  | Fénix Montevideo            | 30    | 5  | 10  | 15  | 25  | 33   | 47    |
| 15  | Cerrito Montevideo          | 30    | 5  | 9   | 16  | 24  | 23   | 46    |
| 16  | Rentistas Montevideo        | 30    | 4  | 7   | 19  | 19  | 19   | 51    |

## Mistrzostwo Urugwaju
Najpierw mistrzowie Apertury (Club Nacional de Football) i Clausury (Defensor Sporting) zmierzyli się o prawo do gry o mistrzostwo Urugwaju z najlepszą drużyną w tabeli sumarycznej (Club Nacional de Football).
| Półfinał: mistrz Apertury - mistrz Clausury |
| --- |
| Club Nacional de Football - Defensor Sporting 1:0 |
| 16 czerwca 2012 Montevideo Estadio Centenario Club Nacional de Football - Defensor Sporting 1:0 (1:0) Sędzia: Darío Agustín Ubríaco (Gabriel Popovits, Gerseis Gómez) Bramki: 1:0 Álvaro Recoba 41 Żółte kartki: Andrés Scotti 23, Diego Placente 39, Alexis Rolín 50, Facundo Píriz 71, Israel Damonte 74, Jorge Bava 88 - Nicolás Olivera 33, Robert Herrera 42, Pablo Pintos 72 Club Nacional de Football: Jorge Bava - Christian Núñez, Andrés Scotti, Alexis Rolín, Diego Placente (72 Darwin Torres), Matías Cabrera (61 Israel Damonte), Facundo Píriz, Maximiliano Calzada, Álvaro Recoba (k), Tabaré Viudez (14 Vicente Sánchez), Richard Porta. Rezerwowi: Leonardo Burián, Marcos Aguirre, Alexander Medina, Gonzalo Bueno. Trener: Marcelo Gallardo. Defensor Sporting Club: Yonathan Irrazábal - Pablo Pintos, Ramón Arias, Néstor Moiraghi, Robert Herrera (60 Juan Amado), Diego Martín Rodríguez, Diego Ferreira (75 Diego Rolán), Federico Pintos, Matías Britos, Nicolás Olivera (k), Ignacio Risso (60 Diego Manuel Rodríguez). Rezerwowi: Fernando Rodríguez, Mario Risso, Brahian Alemán, Andrés Fleurquin. Trener: Gustavo Díaz. |

| Finał |
| --- |
| Prawo do gry o mistrzostwo Urugwaju zdobył klub Club Nacional de Football i jako jednocześnie najlepszy w tabeli sumarycznej, zdobył mistrzostwo Urugwaju. |

Mistrzem Urugwaju w sezonie 2011/12 został klub Club Nacional de Football. Klub Defensor Sporting został wicemistrzem Urugwaju.

### Klasyfikacja strzelców bramek
| Gole | Piłkarz             | Klub                      |
| ---- | ------------------- | ------------------------- |
| 17   | Richard Porta       | Club Nacional de Football |
| 16   | Marcelo Zalayeta    | CA Peñarol                |
| 15   | Rino Lucas          | Cerro Largo Melo          |
| 13   | Diego Vera          | Liverpool Montevideo      |
| 12   | Gonzalo Mastriani   | CA Cerro                  |
| 12   | Pablo Olivera       | River Plate Montevideo    |
| 12   | Sebastián Taborda   | River Plate Montevideo    |
| 11   | Nicolás Olivera     | Defensor Sporting         |
| 10   | Diego Martiñones    | Danubio FC                |
| 10   | Rodrigo Mora        | CA Peñarol                |
| 10   | Richard Darío Núñez | Rampla Juniors            |
| 10   | Antonio Pacheco     | Montevideo Wanderers      |